# أندراس بيتو
كان أندراس بيتو (المولود في الحادي عشر من سبتمبر 1893 في زومباثلى، بالمجر، والمتوفى في الحادي عشر من سبتمبر عام 1967 في بودابست في المجر) ممارسًا إعادة التأهيل الفيزيائي، وقد أصبحت أعماله بمثابة الأساس للتعليم الإيصالي.
وبين عامي 1930 و1938، قام بيتو بنشر العديد من الأعمال الأدبية والفلسفية والطبية. فقد كان رئيس تحرير مجلة Biologische Heilkunst الدورية (الشفاء البيولوجي).
وقد تم افتتاح معهده، وهو المعهد القومي للعلاج الحركي، بشكل رسمي في عام 1952. وبدلًا من الالتزام بالنموذج الطبي لتوفير العلاج، ابتدع باتو إطار عمل لنموذج تعليمي يمكن أن يحصل فيه الأطفال المعاقون على التعليم الذي يتناسب مع احتياجاتهم البدنية والفكرية الخاصة.
وقد دخل التعليم الإيصالي (CE) إلى نطاق الوعي العام في أواسط الثمانينيات من القرن العشرين، نتيجة لبرنامجين وثائقيين تم بثهما عبر التلفاز، وهما "Standing Up For Joe" (1986) و"To Hungary with Love" (1987). وفي الأعوام الأخيرة، حاز التعليم الإيصالي على المزيد والمزيد من القبول في إطار تعليم الأطفال من المصابين بإعاقات حركية. وفي حين أن التعليم الإيصالي كان قد تم تطويره في البداية وبشكل خاص للأطفال الذين يعانون من الشلل الدماغي أو من إصابات الدماغ، إلا أن التعليم الإيصالي استُخدم كذلك مع الكبار ممن يعانون من مرض باركنسون ومرض التصلب اللويحي وما بعد السكتات.

## وصلات خارجية
- Magyar Életrajzi Lexikon